# Beat (напій)
Beat — це цитрусовий безалкогольний напій від компанії Кока-Кола, який почав випускатися в Мексиці в 2002 році. Це була мексиканська версія цитрусових безалкогольних напоїв, таких як Mello Yello або Surge, у відповідь на випуск у Мексиці Mountain Dew компанією PepsiCo. Випуск Beat було припинено у 2005 році. У 2009 році він був повторно випущений уПівденній Африці.